# Wilhelm Zander
Wilhelm Zander  (* 22. April 1911 in Saarbrücken; † 27. September 1974 in München) war ein deutscher politischer Funktionär (NSDAP) und SS-Führer, zuletzt im Rang eines Standartenführers.

## Leben und Tätigkeit
Nach dem Schulbesuch arbeitete Zander im Holzhandel und als Korrespondent. 1931 trat er in die NSDAP (Mitgliedsnummer 552.659) und in die Schutzstaffel (SS) ein (SS-Nr. 27.789). In der SS war er ab 1933 in der Personalabteilung der SS-Führung tätig. 1935 wurde er als Adjutant beim SS-Oberabschnitt Nord und ab 1936 als Adjutant in der SS-Zentrale verwendet. 1934 wurde Zander als Führer im Stab des Reichsführers-SS geführt, 1935 beim Stab des SS-Hauptamtes. Seit 1936 gehörte er dem Stab des SS-Oberabschnitt Mitte an und von 1937 bis 1938 dem Stab des SS-Hauptamtes.
1937 wurde Zander dem Stab des Stellvertreters des Führers (SSdF) zugeteilt und dort 1940 zum Reichsamtsleiter befördert. Beim SSdF handelte es sich um das zentrale Steuerungsinstrument zur Beaufsichtigung und Führung des gesamten Parteiapparates der NSDAP. Zander wurde im SSdF Martin Bormann, dem Stabsleiter dieser Einrichtung, als Adjutant an die Seite gestellt und war einer der engsten Mitarbeiter Bormanns. Zwischenzeitlich gehörte er von 1941 bis 1943 diversen Stäben der Waffen-SS an. Zander wurde 1943 zum Oberbereichsleiter befördert. In der Schlussphase des Zweiten Weltkriegs übernahm Zander die Leitung der Gruppe II W in der Parteikanzlei der NSDAP- unter der welcher Bezeichnung der SSdF seit 1941 firmierte.
In seiner Stellung als enger Mitarbeiter Bormanns gehörte Zander zu dem Personenkreis, der mit Adolf Hitler dessen letzte Lebenstage im April 1945 im Führerbunker unter der Reichskanzlei verbrachte. Nach der Niederschrift von Hitlers politischem Testament am 29. April 1945 wurden drei Exemplare des Textes an Vertrauensleute von Bormann übergeben, die den Auftrag erhielten, den Text aus der Hauptstadt Berlin, die großteils von der Roten Armee erobert war, herauszutransportieren, um ihn für die Nachwelt zu erhalten. Als einen dieser drei Emissäre wählte Bormann Zander aus. Außer Hitlers Testament erhielt er einen Begleitbrief Bormanns und das Original der Urkunde über Hitlers Eheschließung mit Eva Braun. Zander hatte den Auftrag, diese Dokumente nach Möglichkeit Hitlers designiertem Nachfolger als Staatsoberhaupt, dem Großadmiral Karl Dönitz, zu übergeben.
Es gelang Zander anschließend tatsächlich, den Belagerungsring, den die Rote Armee um das Regierungsviertel gelegt hatte, zu durchdringen und aus Berlin zu entkommen. Er schlug sich nach Westen durch, reiste aber nicht nach Plön (Schleswig-Holstein), wo Dönitz residierte. Stattdessen versteckte er die Unterlagen in einem Koffer, den er in Tegernsee deponierte, und tauchte anschließend unter dem falschen Namen Friedrich Wilhelm Paustin unter. Am 28. Dezember 1945 wurde er von amerikanischen Besatzungssoldaten identifiziert und verhaftet, wobei seine Kopie des Hitler-Testamentes entdeckt und beschlagnahmt wurde. Die Texte der bei Zander gefundenen Unterlagen wurden im Januar 1946 in britischen Zeitungen veröffentlicht.

Nach seiner Freilassung lebte Zander in München.

## Beförderungen
- 12. Juni 1933: SS-Sturmführer
- 30. Januar 1934: SS-Obersturmführer
- 20. April 1934: SS-Hauptsturmführer
- 20. April 1937: SS-Sturmbannführer
- 20. April 1943: SS-Obersturmbannführer
- 12. September 1944: SS-Standartenführer